# وارست
وارست (به هلندی: Voorst) یک منطقهٔ مسکونی در هلند است که در آده ایسل‌استریک واقع شده‌است. وارست ۲۶۰ نفر جمعیت دارد.